# Inmigración suiza en Colombia
La inmigración suiza en Colombia es el movimiento migratorio de Confederación Suiza a Colombia. En la actualidad, hay 725 ciudadanos suizos que viven en Colombia.

## Historia
La primera presencia suiza documentada en Colombia comienza en 1881, cuando el profesor Ernst Röthlisberger fue contratado por la Universidad Nacional de Colombia.